# Juan Emilio Pacull
Juan Emilio Pacull Torchia (Santiago, 14 de abril de 1913-13 de abril de 1976) fue un periodista chileno, primer presidente del Colegio de Periodistas de Chile.

## Reseña biográfica
Hijo de Domingo Pacull Castelnuovo, cónsul general de Uruguay en Chile y hermano del economista Luis Pacull y del periodista Jorge Pacull. Fue presidente del Círculo de Periodistas en 1952; fue el organizador del Primer Congreso Mundial de Periodistas realizado en Chile en 1954. Ganó el Premio Nacional de Periodismo en 1966. También fue fuerte impulsor en la creación de la Escuela de Periodismo de la Universidad de Chile, la primera del país.
Con la ley 12.045, del 11 de julio de 1956, que creó el Colegio de Periodistas de Chile, se le dio categoría universitaria a la profesión y se consignó también esta fecha como el día del periodista. Pacull fue el primer presidente del Colegio de Periodistas entre 1959 y 1960. También logró presentar modificaciones al régimen de previsión de los periodistas que culminaron con la promulgación de la ley 9866. Dentro de su obra también se cuenta con la construcción del edificio donde actualmente tienen su sede el Círculo y el Colegio de Periodistas, además de la villa de reporteros gráficos en la comuna de San Miguel y de la Villa Camilo Henríquez en la comuna de El Tabo. A la inauguración del nuevo edificio de la sede asistió el presidente de la República Carlos Ibáñez del Campo con todo su gabinete y parlamentarios.

## Premios y reconocimientos
- 1966: Premio Nacional de Periodismo mención Redacción.[4]